# Patinaj viteză la Jocurile Olimpice de iarnă din 2022 - 10.000 metri (masculin)
Proba de patinaj viteză 10.000 metri masculin de la Jocurile Olimpice de iarnă din 2022 de la Beijing, China a avut loc pe 11 februarie 2022 la Arena națională de patinaj viteză.

## Program
Orele sunt orele Chinei (ora României + 6 ore).
| Dată         | Ora         | Rundă          |
| ------------ | ----------- | -------------- |
| 11 februarie | 16:00–17:55 | Serii + Finală |

## Rezultate
Rezultate oficiale.
| Loc | Pereche | Culoar | Nume                 | Țară          | Timp     | Diferență | Note   |
| --- | ------- | ------ | -------------------- | ------------- | -------- | --------- | ------ |
| 1   | 5       | I      | Nils van der Poel    | Suedia        | 12:30,74 |           | RM, RO |
| 2   | 2       | E      | Patrick Roest        | Olanda        | 12:44,59 | +13,85    |        |
| 3   | 5       | E      | Davide Ghiotto       | Italia        | 12:45,98 | +15,24    | RN     |
| 4   | 4       | E      | Jorrit Bergsma       | Olanda        | 12:48,94 | +18,20    |        |
| 5   | 4       | I      | Aleksandr Rumyantsev | COR           | 12:51,33 | +20,59    | RN     |
| 6   | 1       | E      | Graeme Fish          | Canada        | 12:58,80 | +28,06    |        |
| 7   | 3       | E      | Patrick Beckert      | Germania      | 13:01,23 | +30,49    |        |
| 8   | 6       | I      | Ted-Jan Bloemen      | Canada        | 13:01,39 | +30,65    |        |
| 9   | 2       | I      | Michele Malfatti     | Italia        | 13:01,42 | +30,68    |        |
| 10  | 6       | E      | Bart Swings          | Belgia        | 13:02,43 | +31,69    |        |
| 11  | 3       | I      | Ryosuke Tsuchiya     | Japonia       | 13:02,49 | +31,75    |        |
| 12  | 1       | I      | Peter Michael        | Noua Zeelandă | 13:33,53 | +1:02,79  |        |